# Euphorbia tholicola
Euphorbia tholicola är en törelväxtart som beskrevs av Leslie Larry Charles Leach. Euphorbia tholicola ingår i släktet törlar, och familjen törelväxter. Inga underarter finns listade i Catalogue of Life.